# 76mm kanón OTO Melara
76mm kanón OTO Melara je námořní dvojúčelový kanón, vyvinutý a vyráběny italským zbrojařským podnikem OTO Melara. Jeho základní variantou byl typ Oto Melara 76/62 Compact, dalším vývojem vznikly varianty 76/62 Super Rapid, 76/62 Davide a 76/62 Sovraponte. Je dodáván jako dělostřelecký systém, tvořený otočnou pancéřovou věží s instalovaným automaticky nabíjeným kanónem. Dělostřelecký systém je dostatečně kompaktní, aby mohl být instalován i na relativně malá plavidla jako korvety nebo hlídkové čluny. Výrobce také nabízí kupoli v provedení stealth. Vysoká rychlost palby a dostupnost širokého sortimentu specializované munice umožňuje univerzální využití kanónu. Kromě použití proti hladinovým cílům se uplatňuje v roli protiletadlové nebo protiraketové obrany, případně pozemní podpory. Mezi dostupnou munici patří protipancéřová, zápalná, tříštivotrhavá nebo naváděná, k použití proti řízeným protilodním střelám.
76mm kanón OTO Melara je široce rozšířen, v současnosti je ve výzbroji námořnictev asi 60 států, kromě toho jím byl vyzbrojen prototyp protiletadlového vozidla OTOMATIC.

## Galerie

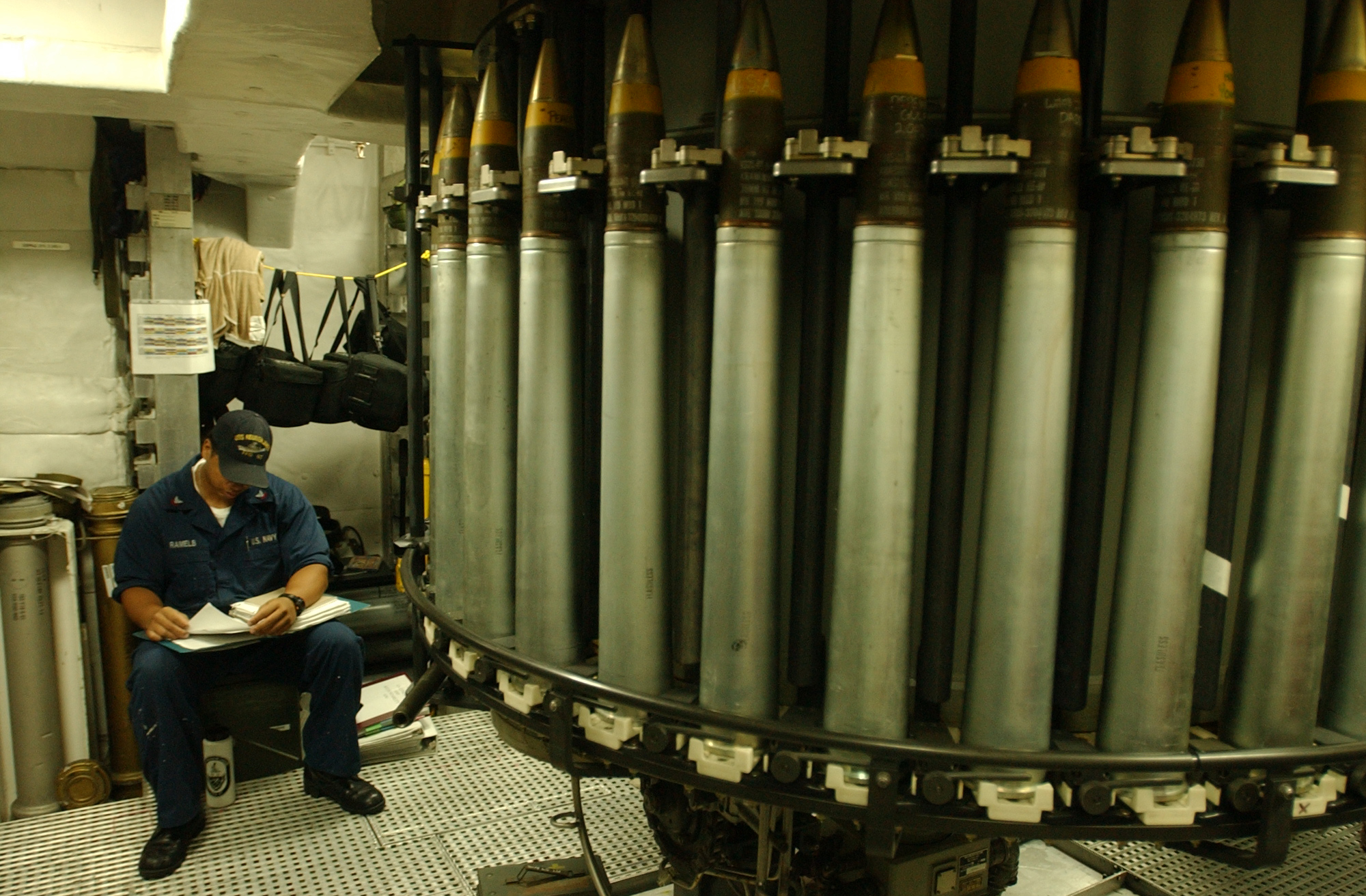
Podpalubní zásobník kanónu
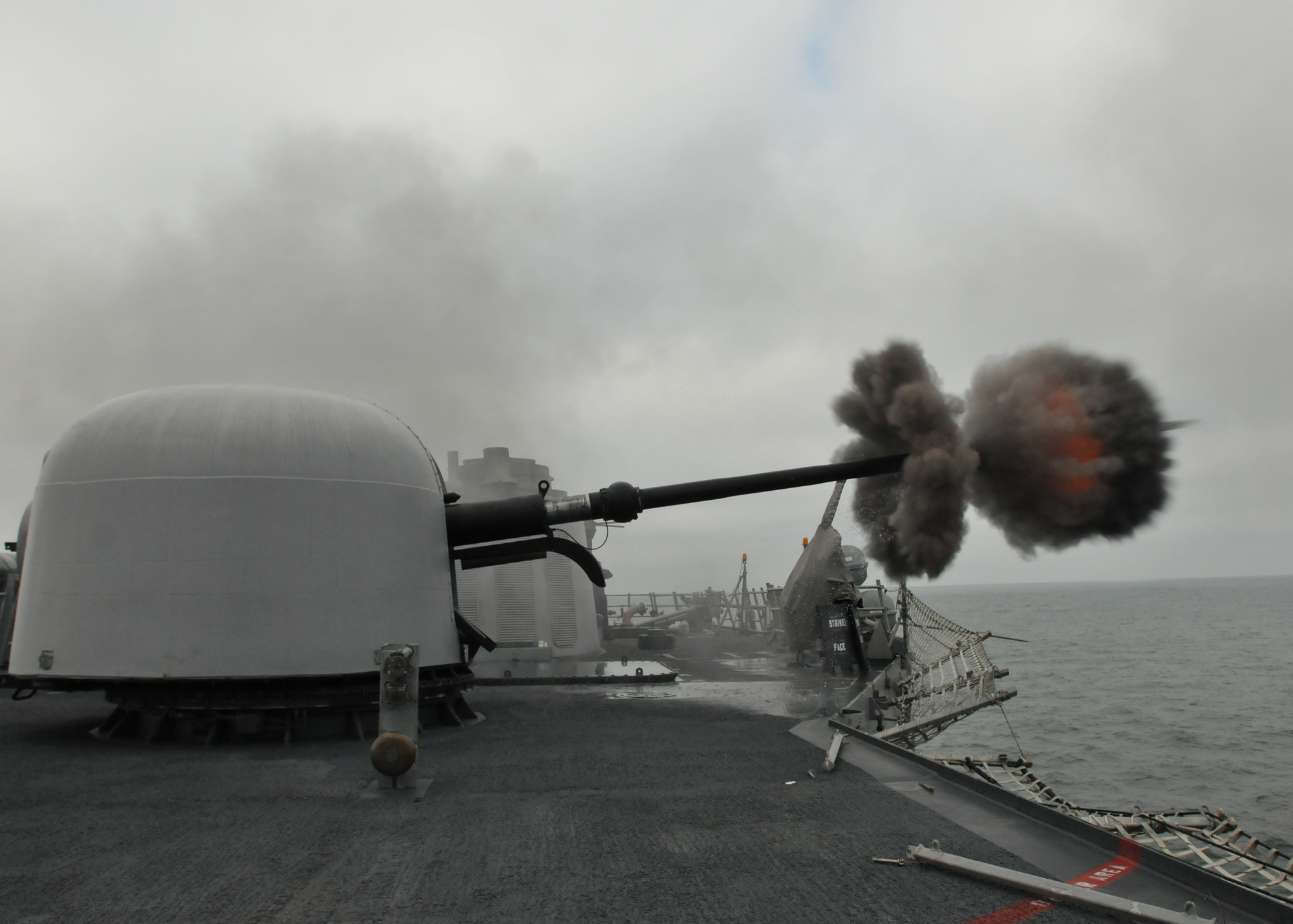
kanón verze Compact při palbě
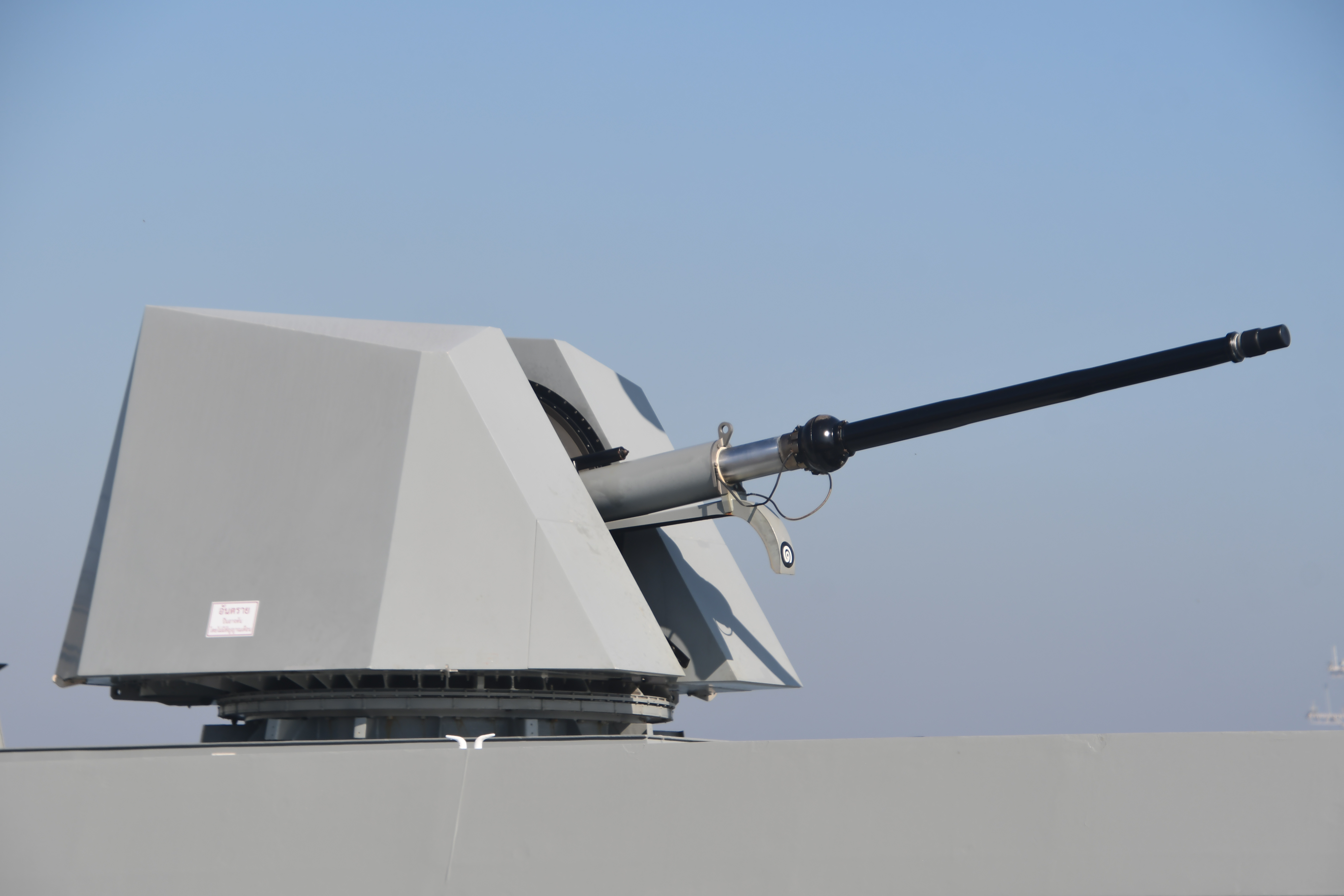
kanón verze Super Rapid instalovaný ve stealth věži
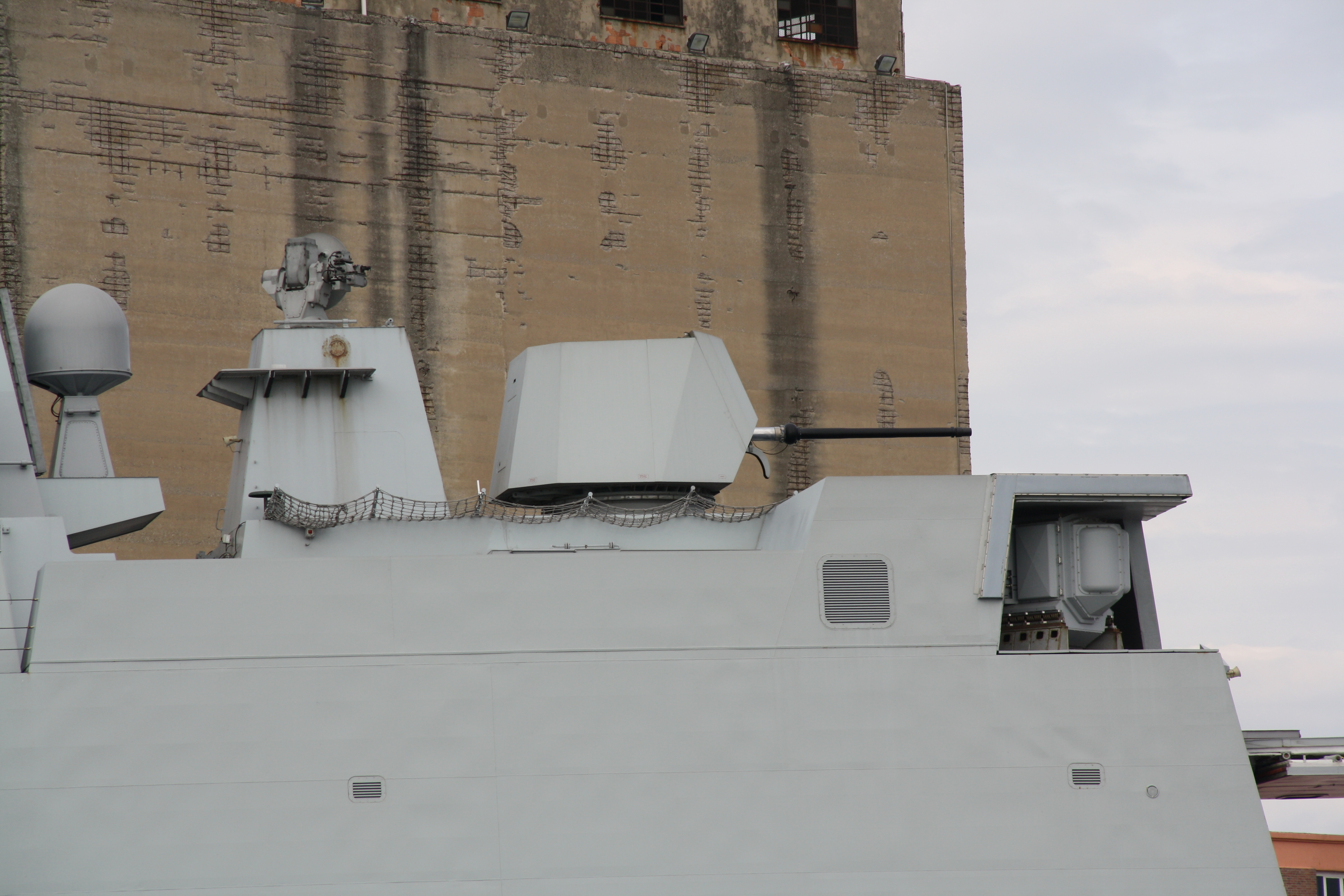
kanón verze Davide
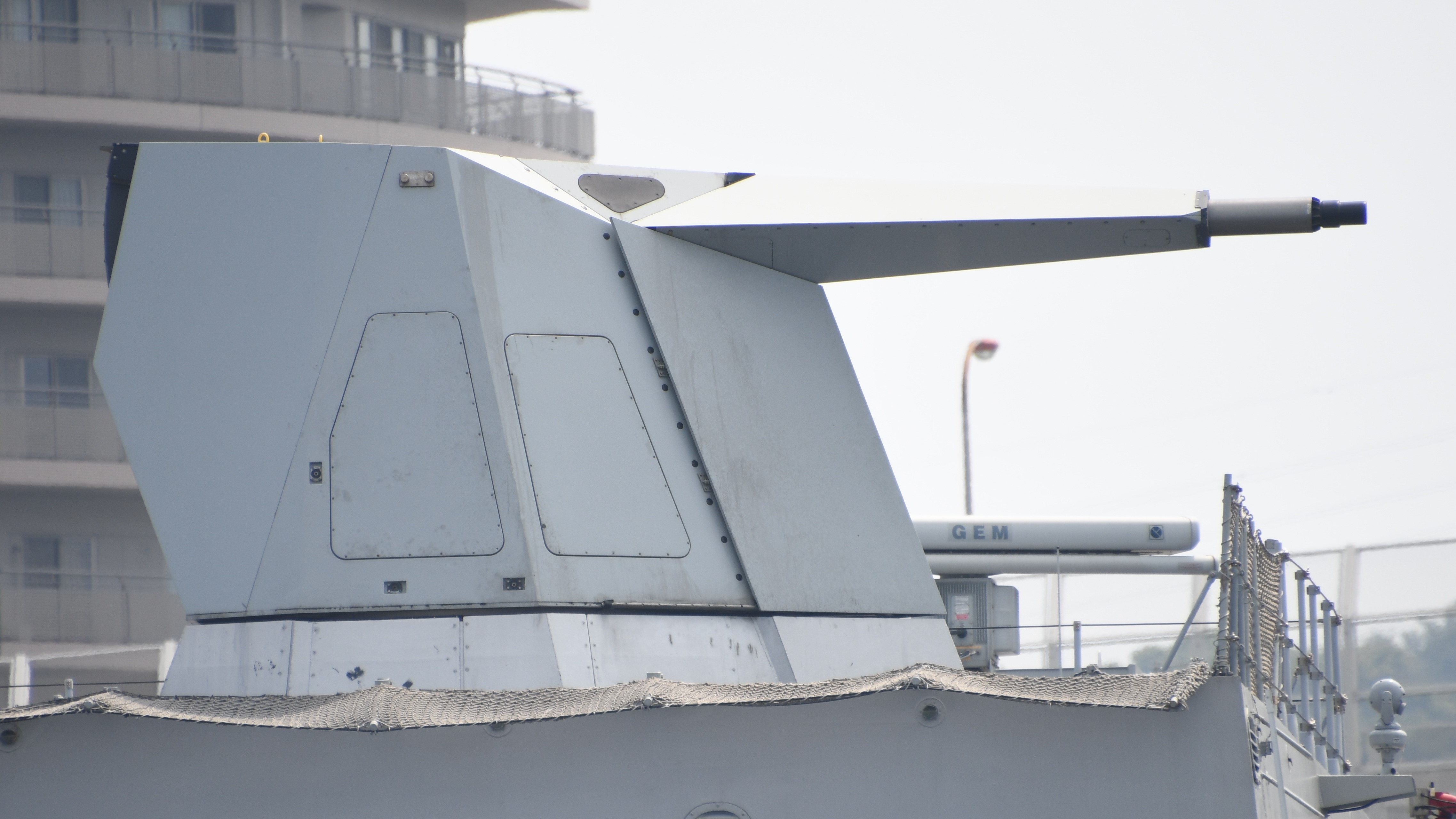
kanón verze Sovraponte instalovaný ve stealth věži